# (3657) Ermolova
(3657) Ermolova es un asteroide perteneciente al cinturón de asteroides, descubierto el 26 de septiembre de 1978 por la astrónoma ucraniana Liudmila Zhuravliova desde el Observatorio Astrofísico de Crimea (República de Crimea).

## Designación y nombre
Designado provisionalmente como 1978 ST6. Fue nombrado Ermolova en honor a la actriz rusa soviética actriz rusa Maria Nikolajevna Jermolova.